# Восход (Хотынецкий район)
Восхо́д — посёлок в Хотынецком районе Орловской области России, входит в состав Студёновского сельского поселения.

## История
В 1961 году указом Президиума Верховного Совета РСФСР посёлок Бедный переименован в Восход.

## Население
| 2010 |
| ---- |
| 0    |